# Cyril Tourneur
Cyril Tourneur (Londres?, 1575 — Kinsale, 1626) va ser un dramaturg i diplomàtic anglès. Va escriure The revenger's tragedy (1607), inspirada en Hamlet, i The atheist's tragedy (1611), així com el drama The Nobleman (1612) i el tractat satíric Laugh and lie down (1605). Algunes de les obres que se li atribueixen tenen en realitat una autoria poc clara i s'ha suggerit Thomas Middleton com un autor alternatiu d'algunes d'elles.
La seva primera obra The Transformed Metamorphosis (1600) és un poema al·legòric i la seva darrera és una elegia a la mort d'Enric Frederic d'Anglaterra, fill de Jaume I d'Anglaterra.
Al llarg de la seva vida va exercir diversos càrrecs diplomàtics i militars als Països Baixos. Va participar en la fallida expedició de Cadis de 1625, a la tornada de la qual va emmalaltir de gravetat i va ser desembarcat a Kinsale (Irlanda), on va morir.

## Obres
- The Atheists Tragedie; or, The Honest Mans Revenge (1611)
- A Funeral Poeme Upon the Death of the Most Worthie and True Soldier, Sir Francis Vere, Knight.. (1609)
- A Griefe on the Death of Prince Henrie, Expressed in a Broken Elegie ..., publicada amb dos poemes de John Webster i Thomas Haywood amb el nom de Three Elegies on the most lamented Death of Prince Henry (1613)
- The Transformed Metamorphosis (1600), una sàtira
- The Nobleman, (Feb. 15, 1612) també coneguda com "A Tragecomedye called The Nobleman written by Cyrill Tourneur", que va ser destruïda
- Arraignment of London (1613)